# Контрольна рада союзників

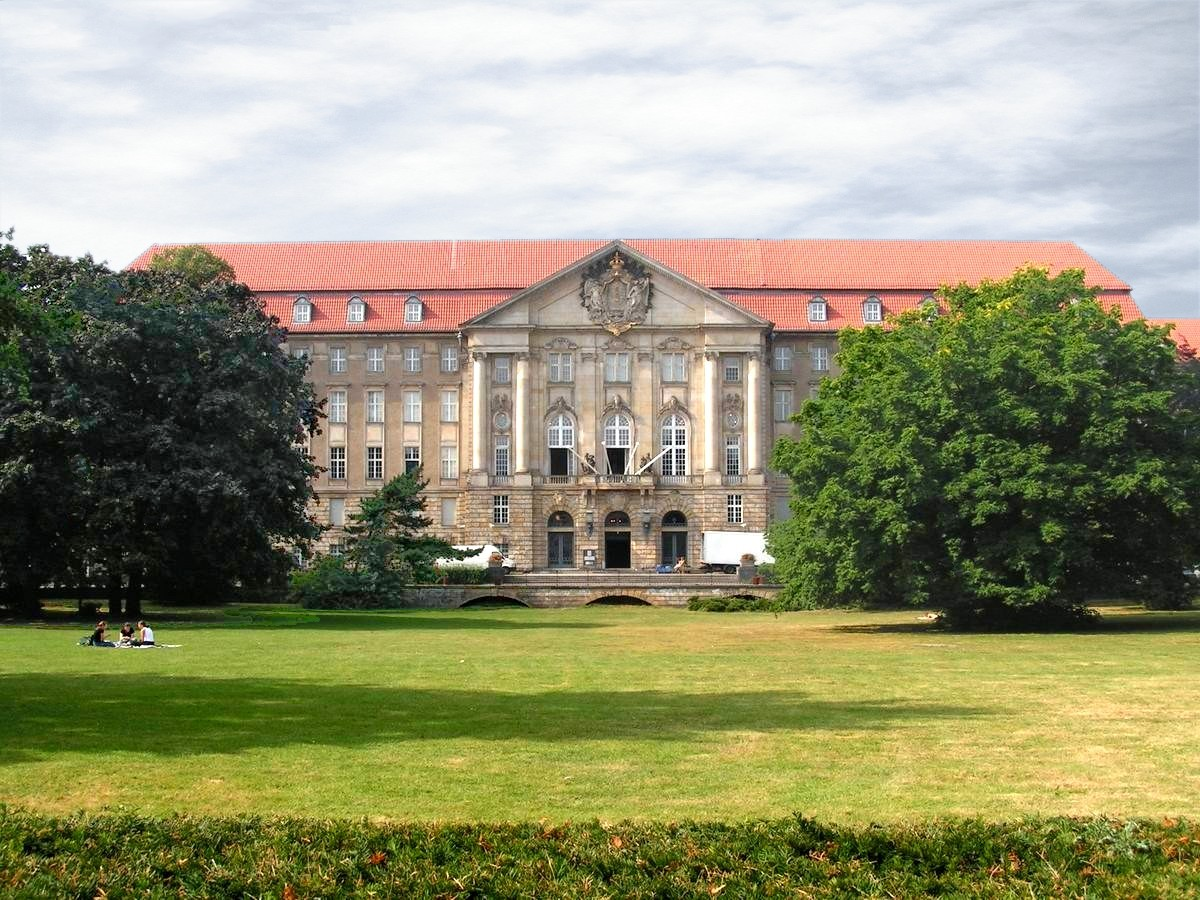
Kammergericht, Берлін, 1945–1990 Штаб-квартира Союзницької контрольної ради: вид з Клейстпарку

Союзна контрольна рада (ACC, від англ. Allied Control Authority) або Союзний контрольний орган (нім. Alliierter Kontrollrat) — урядовий орган союзників у зонах окупації Німеччини (1945–1949/1991) та Австрії (1945–1955) після закінчення Другої світової війни. Після поразки нацистів Німеччина (за винятком колишніх східних територій) та Австрія були окуповані двома різними областями, обома тими ж чотирма союзниками. Пізніше обидві країни були розділені на чотири зони згідно з Потсдамською угодою від 1 серпня 1945 року. До складу ради (органу Чотирьох Сил) входили Радянський Союз, Сполучене Королівство, Сполучені Штати та Франція. Організація мала свою базу в Шенебергу, Берлін.
Рада була скликана для вирішення декількох планів для післявоєнної Європи, включаючи зміну кордонів і переміщення населення в Центральній Європі. Оскільки чотири держави об'єдналися в кондомініум із претензією на найвищу владу в Німеччині, Союзна контрольна рада стала єдиною правовою верховною владою для всієї Німеччини в цілому, замінюючи цивільний уряд Німеччини під керівництвом Націонал-соціалістичної робітничої партії. У 1948 році радянський Союз вийшов із АКС через конфлікт із західними союзниками, які потім створили Вищий союзний комісаріат. У 1949 році були засновані дві німецькі держави (Західна та Східна Німеччина), і, разом із Австрією, вони отримали суверенітет у 1955 році.

## Створення
Підготовка союзників до післявоєнної окупації Німеччини почалася вдруге половині 1944 року, після того, як союзники почали входити до Німеччини в вересні 1944 року. Більшість планування здійснювалася Європейською консультаційною комісією (EAC), створеною на початку 1944 року. На 3 січня 1944 року Робочий комітет з питань безпеки в EAC прийшов до висновку, що визнається, що, з урахуванням хаосу, який можна очікувати в Німеччині, незалежно від того, чи відбудеться капітуляція до вторгнення чи після вторгнення та подальшого установлення військового уряду, необхідний і надаватиметься період початкового військового уряду в Німеччині.
Комісія також рекомендувала створити тристороннє британське, американське та радянське агентство для ведення справ у Німеччині після капітуляції нацистів. Британський представник в Комісії, сенатор Вільям Стренг, був нерішучим, щодо того, яка саме модель окупації Німеччини є найбільш доцільною. На першій зустрічі Комісії 14 січня 1944 року, Стренг запропонував альтернативи, які сприяли б повній окупації Німеччини, аналогічно ситуації після Першої світової війни, коли над Рейном було встановлено панування союзників. Він вважав, що повна окупація обмежила б залежність від колишніх нацистів для забезпечення порядку в Німеччині. Він також вважав, що це дало б можливість німецькому населенню краще вивчити уроки поразки і дозволило б провести покаральні політики союзників в Німеччині, такі як передача територій Польщі. Основні аргументи проти повної окупації полягали в тому, що вона створила б велике обтяження для економік союзників і продовжила б страждання населення Німеччини, що може викликати нові реваншистські ідеології. Однак його остаточним висновком було, що повна окупація була б найкориснішою, принаймні на початковій стадії. У серпні 1944 року уряд США створив Групу Сполучених Штатів з Контрольної Ради для Німеччини, яка служила зв'язковою групою в межах Комісії з планування майбутньої окупації всієї Німеччини. Головою цієї групи був бригадний генерал Корнеліус Венделл Вікершем.
Зі зближенням краху Німеччини Стренг переконався, що Німеччина готується до загального занепаду, і в такому випадку повна окупація та контроль будуть необхідні. Він навіть запропонував проект декларації, яку мали б видати уряди союзників у випадку, якщо в Німеччині не залишалося б жодної політичної влади через хаотичні умови. Протягом короткого періоду цей можливий сценарій викликав обурення деяких представників союзників.
Після самогубства Адольфа Гітлера 30 квітня 1945 року Карл Деніц прийняв титул Райхспрезидента відповідно до останнього політичного завіту Гітлера. Таким чином, він схвалив підписання безумовної капітуляції всіх військових сил Німеччини, яка набрала чинності 8 травня 1945 року і намагався створити уряд під керівництвом Людвіга Графа Шверіна фон Крозігка в місті Фленсбург. Проте цей уряд не був визнаний союзниками, і Деніц та інші члени уряду були арештовані 23 травня британськими військами.
Німецький акт безумовної капітуляції, підписаний у Берліні, був підготовлений Верхнім Командуванням Об'єднаних Військ відповідно до зразка, який використовувався кілька днів раніше для капітуляції німецьких військ в Італії. Це не був той документ, який був розроблений для капітуляції Німеччини "Європейською консультативною комісією" (ЄКК). Це створило юридичну проблему для союзників, оскільки, хоча німецькі військові сили капітулювали безумовно, до капітуляції не було включено жодного цивільного німецького уряду-супутника. Це вважалося дуже важливим питанням, оскільки Гітлер використовував капітуляцію цивільного уряду, але не військового, в 1918 році, для створення аргументу "підкуп в спину". Союзники, зрозуміло, не хотіли надавати жодного виду юридичного аргументу майбутньому ворожому німецькому режиму для відновлення старого суперечки. Зрештою, вирішивши не надавати жодного визнання фленсбурзькій адміністрації, вони погодилися підписати чотирьохсторонну декларацію щодо умов капітуляції Німеччини. 5 червня 1945 року в Берліні вищі командувачі чотирьох окупуючих держав підписали спільну Декларацію щодо поразки Німеччини (так звана Берлінська Декларація 1945 року), яка офіційно підтвердила повну розпуск нацистської Німеччини і відповідне припинення будь-якого управління німецьким народом:
Government, the High Command and any state, municipal, or local government or authority. The assumption, for the purposes stated above, of the said authority and powers does not effect the annexation of Germany.
US Department of State, Treaties and Other International Acts Series, No. 1520.
(Сполучені Штати виставили текст "Визнання закінчення війни та визнання рішення не брати зміст історичної відповідальності за війну" та підписали цю декларацію як висловлення погодження з її умовами і підтвердження поновлення всіх німецьких прав.)
Ця умова відображала статтю 4 Інструменту капітуляції, яку було включено з метою накладення документу ЄКО, або подібного до нього, на німців після військової капітуляції. Стаття 4 гласила: "Цей акт військової капітуляції не передбачає жодних питань і буде заміщений загальним актом капітуляції, накладеним Організацією Об'єднаних Націй або від її імені та застосовується до НІМЕЧЧИНИ і німецьких збройних сил в цілому." Насправді, звісно, німецька влада перестала існувати, оскільки всі залишені німецькі збройні сили капітулювали перед цим. Таким чином, ці частини Берлінської декларації всього лише формалізували де-факто статус і закріпили владу союзників над Німеччиною на міцній правовій підставі.
20 вересня 1945 року було підписано додаткову угоду, яка подальше розробляла повноваження Контрольної ради.
Фактичне здійснення влади відбувалося відповідно до моделі, яка була розроблена в угоді "Про механізм контролю в Німеччині", підписаній 14 листопада 1944 року у Лондоні між Сполученими Штатами, Великою Британією та Радянським Союзом на основі роботи Європейської консультаційної комісії. Німеччина була розділена на чотири зони окупації - британську, американську, французьку і радянську - кожна з яких контролювалася командувачем відповідних сил окупації. Проте "питання, які стосуються всієї Німеччини", повинні були бути вирішені спільно всіма чотирма командувачами, які для цієї мети утворили єдиний орган контролю. Ця влада називалася Контрольною радою.
Метою Ради контролю Співмовччя в Німеччині, як і інших Контрольних комісій і рад, які були створені союзниками над кожним з переможених Аксисних держав, було справлятися з центральним управлінням країною (ідея, яка практично не реалізувалася в разі Німеччини, оскільки це управління зовсім розпалося з кінцем війни) і забезпечити виконання військового управління з певною однорідністю по всій Німеччині. Постдамська угода від 1 серпня 1945 року подальше визначила завдання Контрольної ради.

## Операція

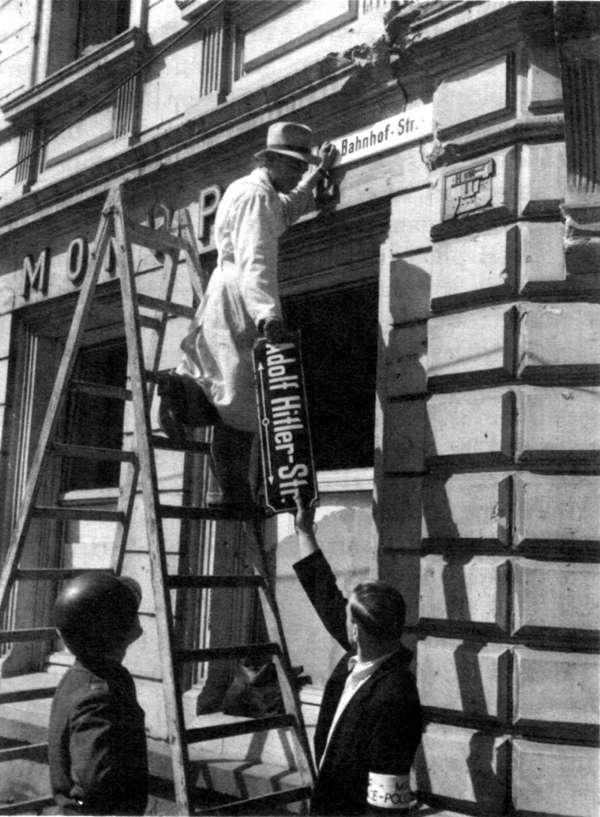
Видалення таблички "Вулиця Адольфа Гітлера", частина денацифікації

У 30 серпня 1945 року Контрольна рада скликала перше проголошення, в якому повідомила німецький народ про своє існування і заявила, що накази та директиви, видані главами командувачів в їхніх регіональних зонах, не підпадали під вплив Контрольної ради. Першими членами Контрольної ради були Маршал Георгій Жуков від Радянського Союзу, Генерал армії Дуайт Айзенгауер від Сполучених Штатів, Маршал Поль Клод Жозеф Жером Жюк де Латр де Тассіньі від Франції.
Після цього Контрольна рада видала велику кількість законів, директив, наказів та проголошень. Вони стосувалися скасування нацистських законів і організацій, демілітаризації та денацифікації, а також таких порівняно звичайних питань, як тарифи на телефон та боротьба з венеричними захворюваннями. У багатьох питаннях рада не могла накласти свої рішення, оскільки реальна влада знаходилася в руках окремих союзних урядів та їхніх військових губернаторів, і рада видавала рекомендації, які не мали силу закону. У 20 вересня 1945 року рада видала Директиву № 10, яка розподілила різні офіційні акти Контрольної ради на п'ять категорій.
- Прокламації – «оголошувати про справи чи дії, які мають особливе значення для окупаційної влади чи німецького народу, або для обох».
- Закони – «з питань загального застосування, якщо в них прямо не встановлено інше».
- Накази – «коли Контрольна Рада має вимогу накласти на Німеччину і коли закони не застосовуються».
- Директиви – «інформувати про політику або адміністративні рішення Контрольної ради».
- Інструкції – «коли Контрольна рада бажає пред’явити вимоги безпосередньо тому чи іншому органу».

Директива № 11 того ж дня зробила роботу ради більш організованою, встановивши англійську, французьку, російську та німецьку мови офіційними мовами ради та створивши офіційний вісник для публікації офіційних актів ради.
Закон № 1 Контрольної ради (також прийнятий 20 вересня 1945 року) скасовував деякі з найстрожчих законів епохи нацизму. Це встановило правову основу для роботи ради.
Директива № 51 (29 квітня 1947 року), скасовуючи Директиву № 10, спростила законодавчу роботу ради, зменшивши категорії законодавчих актів до Прокламацій, Законів і Розпоряджень.

### Військові злочинці
Директива № 9 (30 серпня 1945 року) поклала на юридичний відділ ради відповідальність за виконання положень Лондонської угоди про переслідування німецьких воєнних злочинців, підписаної в Лондоні 8 серпня.
Незабаром після початку Нюрнберзького процесу, Рада прийняла Закон № 10 (20 грудня 1945 року), який давав кожній окупаційній силі право мати власну судову систему для суду над воєнними злочинцями і проводити такі суди незалежно від Міжнародного військового трибуналу, який тоді засідав в Нюрнберзі. Закон № 10 виник внаслідок розбіжностей між союзниками у питанні спільної політики стосовно воєнних злочинців і позначив початок зменшення міжсоюзницької співпраці в цьому питанні. Після завершення Нюрнберзького процесу щодо великих військових злочинців у жовтні 1946 року, міжсоюзницька співпраця щодо воєнних злочинів повністю розпалася
12 жовтня 1946 року Рада видала Директиву № 38, яка, намагаючись встановити загальні правила, надавала чотирьом окупаційним урядам право власного розсуду у питаннях стосовно обробки осіб, затриманих ними під підозрою у воєнних злочинах, включаючи право надавати амністію

### Розпуск німецької армії та урядових установ
Наказ № 1 від 30 серпня 1945 року забороняв носити форму Німецької армії, яка тепер перестала існувати.
Розпорядження від 10 вересня наказувало відкликати всіх німецьких урядових агентів та дипломатичних представників із країн, де вони були призначені. Інше розпорядження цього ж дня встановлювало процедуру розповсюдження інформації для преси про роботу ради, вимагаючи випускати прес-реліз після кожного засідання ради.
Директива № 18 (12 листопада 1945 року) передбачала розпуск всіх підрозділів Німецької армії, визначивши строки цього рішення. Ця директива відображала політику заходових союзних урядів, які використовували німецькі військові підрозділи для власних логістичних потреб, що було заперечено радянським урядом. Повний розпуск всіх військових підрозділів Німеччини та військової підготовки було передбачено в Законі № 8 (30 листопада 1945 року), який набув чинності з 1 грудня 1945 року.

### Відновлення порядку в руках німців
Закон № 4 (30 жовтня 1945 року) відновив німецьку систему судів відповідно до законодавства Німеччини, прийнятого до приходу Гітлера до влади.
Директива № 16 (6 листопада 1945 року) передбачала озброєння німецьких поліцейських сил легкою зброєю для боротьби зі злочинністю, але носіння автоматичних гвинтівок було заборонено, окрім випадків спеціального дозволу союзників.
Закон № 21 (30 березня 1946 року) передбачав створення судів праці для вирішення трудових суперечок серед німецького населення. Ці суди мали очолюватися німецькими суддями.
Поступово союзницькі уряди послаблювали свій контроль над політичним життям в Німеччині, і 3 червня 1946 року Політична дирекція Контрольної ради рекомендувала провести муніципальні вибори в місті Берлін в жовтні того ж року. 3 серпня 1946 року рада схвалила нову тимчасову конституцію для великої метрополії Берліну. Ще одна реформа, пов'язана з Берліном, відбулася 22 серпня 1946 року, коли рада схвалила план реформи поліції Великого Берліна, який призначив чотирьох помічників голови поліції Берліна, кожен з яких мав наглядати роботу поліції в одному з чотирьох секторів окупації цього мегаполісу.

### Денацифікація та викорінення мілітаризму
Закон № 2 (10 жовтня 1945 року) передбачав повну та безстрокову ліквідацію Націонал-соціалістичної партії, і її відродження було повністю заборонено. Як частина політики денацифікації, Директива № 23 (17 грудня 1945 року) забороняла будь-які види спортивної діяльності, проведеної в рамках військової або парамілітарної підготовки, і ця заборона набирала чинності з 1 січня 1946 року.
Директива № 24 (12 січня 1946 року) встановила систему комплексних критеріїв для відсторонення від державної служби тих, "хто був більш ніж формальними учасниками їхньої (Націонал-соціалістичної партії) діяльності", і передбачала їх відсторонення від будь-якої державної служби або роботи в громадських організаціях, профспілках, промисловості, освіті чи пресі та будь-якій роботі, крім простої праці. Категорією осіб, які підпадали під цю директиву, були ті, які обіймали важливі посади в Націонал-соціалістичній партії або приєдналися до неї до 1937 року, коли членство стало обов'язковим для німецьких громадян.
Для ліквідації впливу нацистської літератури на німецьке населення Було видано наказ № 4 (13 травня 1946 року), який забороняв видавництво і розповсюдження нацистської чи військової літератури і вимагав видати наявну таку літературу в руки союзників.
Закон № 31 (1 липня 1946 року) заборонив німецьким поліцейським органам проводити будь-яке спостереження за політичною діяльністю німецьких громадян у різних зонах окупації.
Деякі реформи мали символічний характер. Закон № 46 (25 лютого 1947 року) проголосив скасування Пруссії як адміністративного одиниці в Німеччині, називаючи миналий мілітаризм, пов'язаний з цим ім'ям, причиною зміни. Вільна держава Пруссія та уряд Пруссії вже були скасовані Гітлером в 1934 році. Частина колишньої території Пруссії вже не була населена німцями, оскільки вона стала частиною Польщі після переміщення німців на захід, а решта території Пруссії була розділена між іншими німецькими країнами.
Закон № 57 (30 серпня 1947 року) розпускав всі німецькі страхові компанії, які були пов'язані з Німецьким робітничим фронтом, створеним 1 травня 1933 року.

### Вигнання німецькомовних меншин, які проживають за межами Німеччини
Однією з ключових проблем, які вирішувалися Радою Керівництва, було рішення, ухвалене на Потсдамській конференції, щодо примусового переміщення німецьких меншин з Чехословаччини, Угорщини і Польщі до зон окупації союзників в Німеччині. 20 листопада 1945 року рада затвердила такий план, який повинен був завершитися до липня 1946 року. Франція, яка не брала участі у Потсдамській конференції, залишила за собою право не бути зв'язаною будь-якими угодами, укладеними там, і відмовилася приймати німецьких вигнанців на своїй зоні окупації.

### Інші питання
10 вересня 1945 року Рада опублікувала звернення до окремих військових губернаторів союзників, вимагаючи від них пом’якшити правила торгівлі між чотирма окупаційними зонами, але це була лише рекомендація, оскільки кожен уряд союзників зберігав реальну владу в таких питаннях. 
17 вересня Рада надала рекомендації чотирьом окупаційним державам щодо створення бюро розшуку для допомоги переміщеним особам.
20 вересня Рада видала наказ про заборону братання між військовослужбовцями союзників і німецьким населенням, який набув чинності з 1 жовтня, за винятком випадків одруження або коли військовий губернатор вирішив розмістити своїх солдатів у німецькій родині.
Закон № 5 (30 жовтня 1945 р.) було створено Німецьку комісію зовнішньої власності, яка була уповноважена конфіскувати будь-які німецькі активи за межами Німеччини, доки Контрольна рада не вирішить, як ними розпоряджатися в інтересах миру.Склад цієї комісії було визначено в Директиві №. 21 (20 листопада 1945 р.).
Закон № 7 (30 листопада 1945 р.) регулював розподіл електроенергії та газу в різних зонах окупації. 
Закон № 9 (оприлюднений того ж дня, що й № 7) передбачав конфіскацію всіх активів, що належать конгломерату IG Farben .
Закон № 32 (10 липня 1946 р.) дозволив німецькій місцевій владі використовувати жінок для фізичної праці через брак робочої сили. Доповнення до Директиви № № 14 (13 вересня 1946 р.) зрівняла заробітну плату робітниць і робітниць з чоловіками. 
Закон № 49 (20 березня 1947 р.) скасував німецький закон 1933 р., який регулював відносини між німецьким урядом і Німецькою євангельською церквою, зберігаючи при цьому незалежність цієї церкви у внутрішніх справах.Закон № 62 (20 лютого 1948 р.) скасував усі нацистські закони, що регулювали діяльність церков у Німеччині.

## Недієздатність ради
З самого початку французи намагалися використовувати своє положення в Раді Керівництва для перешкодження аспектам політики союзників, які вони вважали суперечливими своїм національним інтересам. Де Голль не був запрошений на Потсдамську конференцію, і відповідно французи не прийняли ніяких зобов'язань дотримуватися Потсдамської угоди в роботі Ради Керівництва. Зокрема, вони протистояли всім пропозиціям створення спільних політик та інституцій по всій Німеччині і всьому, що, на їхню думку, могло б призвести до виникнення майбутнього об'єднаного німецького уряду. Наприклад, Франція створила протекторат Саар в Саарській області своєї зони, але це ніколи не було визнано Радянським Союзом, одним із членів окупаційної Ради Керівництва.
Кожна з країн власноруч керувала своєю адміністрацією в межах своєї зони, такою як Gouvernement Militaire de la Zone Française d'Occupation en Allemagne (GMZFO) в Карлсруе, Радянська військова адміністрація в Німеччині (рос. Советская военная администрация в Германии, СВАГ; Sovetskaia Voennaia Administratsia v Germanii, SVAG) в Східному Берліні, Контрольна комісія з питань Німеччини - Британський елемент (CCG/BE) в Бад-Ойєнгаузені і Офіс військового управління Сполучених Штатів (OMGUS) в Західному Берліні та Франкфурті. В вересні 1946 року виникли розбіжності щодо розподілу вугілля для промисловості в чотирьох окупаційних зонах, і представник Радянського Союзу в раді відкликав свою підтримку плану, згодженого урядами Сполучених Штатів, Великої Британії та Франції. Незважаючи на протести з боку Радянського Союзу, дві англомовні країни намагалися підвищити економічну співпрацю між різними зонами, і 1 січня 1947 року британська і американська зони об'єдналися, щоб створити Бізон. Протягом 1947 і початку 1948 року вони почали підготовку валютної реформи, яка вводила німецьку марку і в кінцевому підсумку призвела до створення незалежної Західнонімецької держави. Коли радянські війська дізналися про це, вони ствердили, що такі плани порушують Потсдамську угоду, що очевидно західні сили не цікавляться подальшим регулярним чотиристороннім контролем над Німеччиною і що в таких обставинах Рада Керівництва більше не має цілі. 20 березня 1948 року Маршал Василь Соколовський вийшов з засідання ради, і більше радянського представника не було присутньо аж до 1970-х років, таким чином фактично паралізуючи роботу ради.

## Після поломки

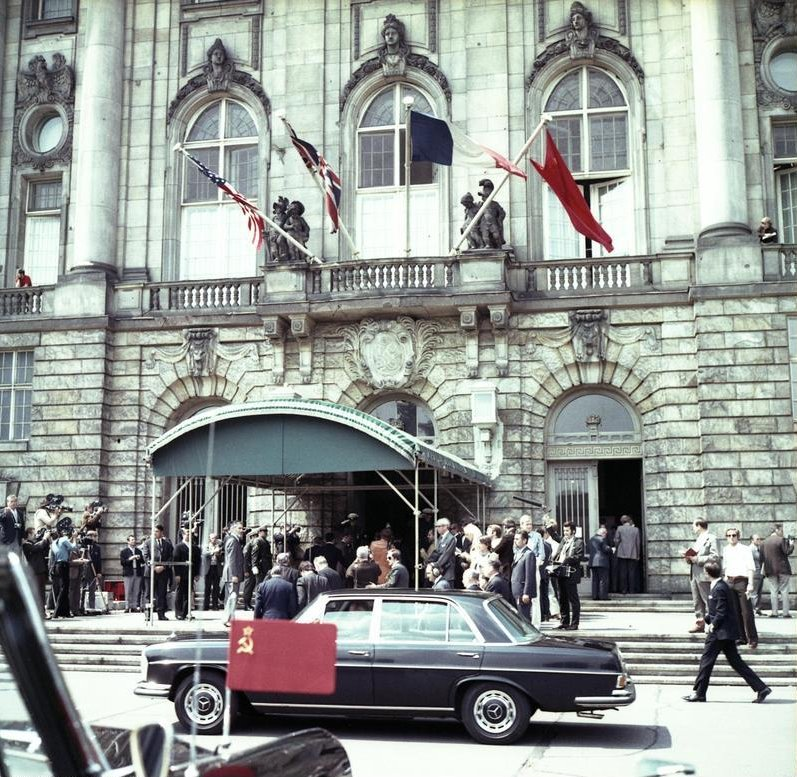
Прибуття чотирьох міністрів закордонних справ до будівлі штаб-квартири Контрольної ради союзників для підписання заключного протоколу Угоди чотирьох держав щодо Берліна 3 червня 1972 року.

Так як Рада керівництва могла діяти тільки за згодою всіх чотирьох членів, цей крок фактично паралізував інституцію, особливо в умовах ескалації холодної війни під час радянської блокади Берліна в 1948–1949 роках. Рада керівництва не була формально розпущена, і всі чотири союзники де юре продовжували спільно управляти як Німеччиною ("вся Німеччина"), так і Австрією, але припинили будь-яку діяльність до 1971 року, за винятком операцій Влади чотирьох союзників, зокрема управління в'язницею Спандо, де засуджені на Нюрнберзьких процесах особи перебували до 1987 року, і Берлінського центру безпеки повітряного простору. У 1955 році Рада керівництва передала свої повноваження в Австрії, і австрійська держава стала абсолютно незалежною.
Західні держави створили Вищу комісію союзників у вересні 1949 року, і вона діяла до майже надання Західній Німеччині суверенітету в 1955 році. Ця комісія схвалила Основний закон Федеративної Республіки Німеччина. У Східній Німеччині радянська адміністрація зі своїм представником ВРНП була найвищою владою. Пізніше ця посада також була перетворена на посаду Вищого комісара. Німецька Демократична Республіка також майже отримала суверенітет у 1955 році, повторюючи події, що відбулися в Західній Німеччині.
Встановлюючи Союзницьку контрольну раду як вищий орган влади для Німеччини та єдине юридичне сховище німецького національного суверенітету, союзні держави 1945 року передбачили, що цей суверенітет зрештою буде передано новій німецькій державі, коли буде об’єднаний німецький уряд, достатній для мета була встановлена. Таким чином, розпад Союзницької контрольної ради створив конституційну дилему як для Федеративної республіки, що зароджувалася, так і для урядів НДР, оскільки жодна нова держава не могла вимагати офіційного затвердження своїх конституцій від повної Контрольної ради; і було незрозуміло, як інакше вони могли б претендувати на законний суверенітет над частинами Німеччини під їхнім контролем.
Рада контролю союзників зібралася ще раз 3 вересня 1971 року, що призвело до укладення угоди чотирьох держав щодо Берліна . Під час переговорів про об'єднання Німеччини наприкінці 1989 року було вирішено знову скликати АКК як форум для вирішення питання прав і привілеїв союзників у Німеччині.
Німеччина залишалася під формальною військовою окупацією аж до 15 березня 1991 року, коли була остаточно ратифікована Угода про остаточний врегулювання щодо Німеччини (підписана 12 вересня 1990 року) і вона була передана німецькому уряду. Ця угода, останній мирний договір, підписаний чотирма державами та двома німецькими державами, формально відновила повний суверенітет об'єднаній Німеччині. Оскільки ВРНП передала свою владу над Німеччиною, і Німеччина стала повністю незалежною та об'єднаною країною, це було офіційним завершенням її історії.
Рада провела своє останнє засідання 2 жовтня 1990 року, напередодні возз’єднання Німеччини, коли вона оприлюднила офіційні документи – вже погоджені заздалегідь – які санкціонували включення міста Берліна до возз’єднання Німеччини. Це було необхідно, тому що до того часу Західний Берлін юридично не входив до складу Федеративної Республіки Німеччини, хоча й перебував під нею. Але завдяки союзницькій Souveränitätserklärung (Декларації про суверенітет), погодженій у раді, Федеративній Республіці було дозволено взяти на себе юридичний контроль над Берліном у момент возз’єднання Німеччини (хоча виведення військової присутності Альянсу мало зачекати до 1994 року, відповідно до терміни, передбачені Договором про остаточне врегулювання щодо Німеччини).

## Будівля Каммергеріхта

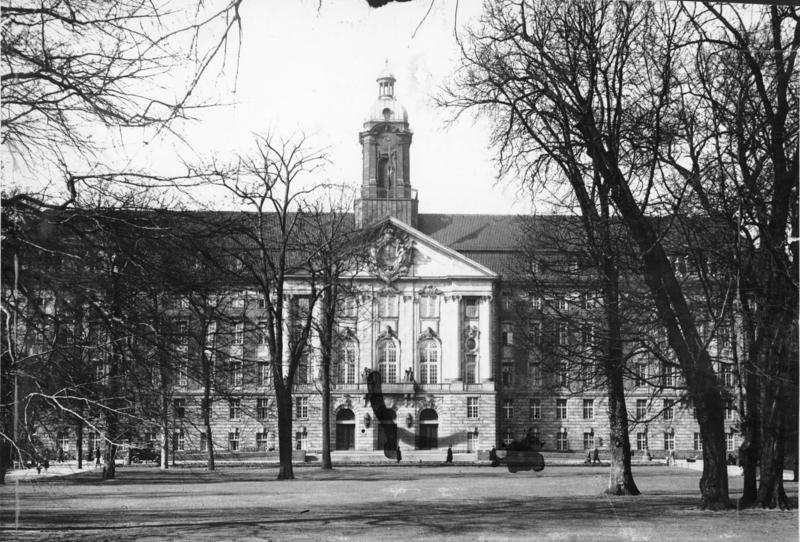
Будівля Kammergericht 1938 року з вежею

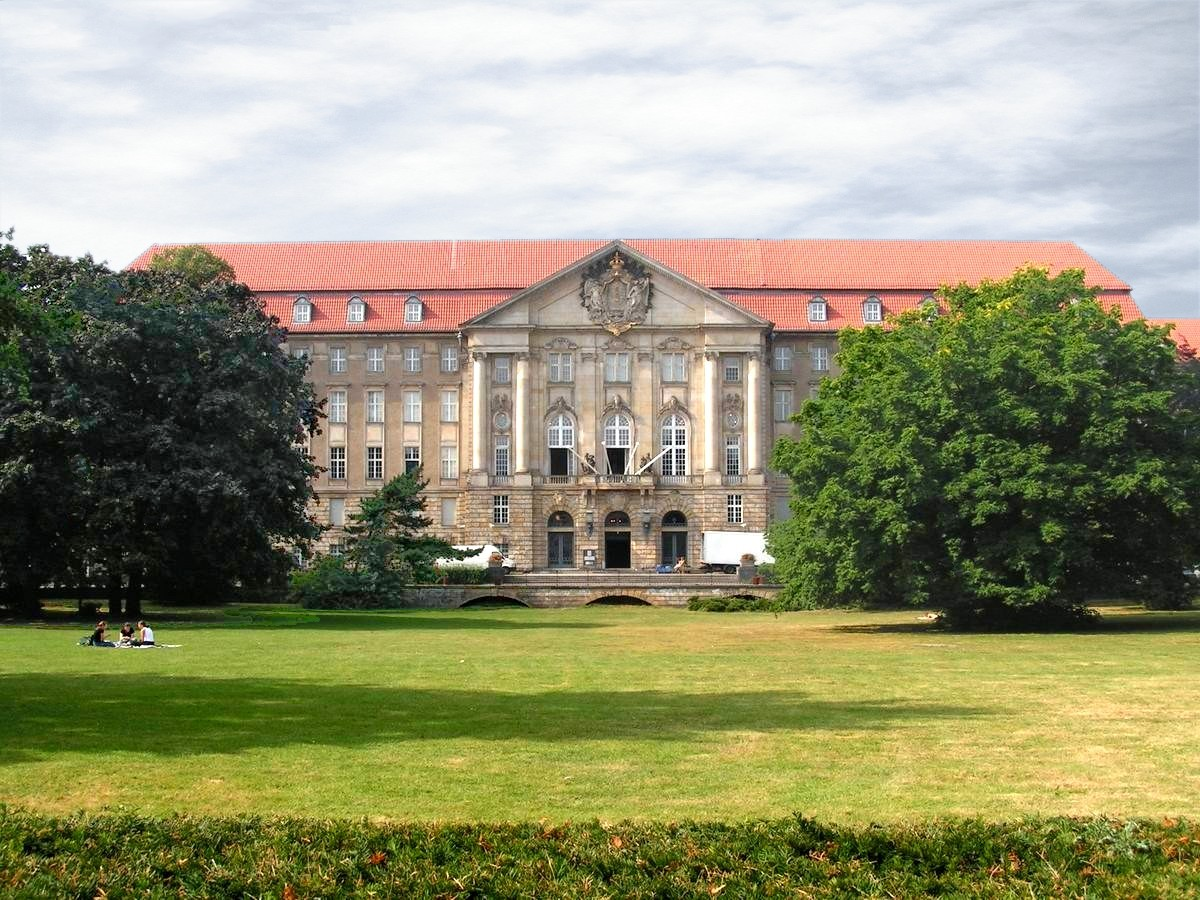
Kammergericht, резиденція суду 1913–45 і з 1997

Протягом свого короткого активного життя Союзна контрольна рада розміщувалась і діяла в колишній будівлі Kammergericht, верховного суду землі Пруссія, яка розташована в берлінському районі Шенеберг . 
Сама будівля зазнала деяких бойових ушкоджень, втративши центральну вежу, але залишилася в основному придатною для використання. Після припинення більшості діяльності ради в 1948 році всі окупаційні органи швидко пішли з будівлі до своїх відповідних секторів міста, залишивши приміщення холодним, порожнім і темним.
З 1945 року до 31 грудня 1990 року в будівлі залишалася лише одна організація чотирьох держав, Берлінський центр безпеки польотів (BASC). Як символ постійної присутності BASC чотири державні прапори окупаційних держав все ще щодня майоріли над великими вхідними дверима. Єдиними іншими ознаками заселеності були кілька рідкісних офісних вогнів, які вечорами виходили з маленької кутової кімнати будівлі — операційної кімнати BASC. З 550 приміщень у будівлі офісний комплекс BASC і приміщення для охоронців займали менше сорока.
Через присутність BASC будівля залишалася під пильною охороною військової охорони Сполучених Штатів, а доступ був наданий лише вибраним представникам чотирьох держав. Це призвело до виникнення таємничих легенд і історій про привидів про моторошний, темний заклад із його грандіозною гранітною статуєю, що виходить на прекрасний парк.
Після падіння Берлінської стіни та відходу російських військ у серпні 1994 року (виведення, яке відбулося відповідно до статті 4 Договору два плюс чотири ), будівлю було повернуто уряду Німеччини. У 1997 році його колишній власник, Kammergericht, переїхав туди. Зараз він функціонує як верховний суд землі Берлін .

## Дивись також
- Окупована союзниками Німеччина
- Союзна комендатура
- Європейська консультативна комісія
- Історія Німеччини
- Військова окупація
- Далекосхідна комісія